# 和田潤 (官僚)

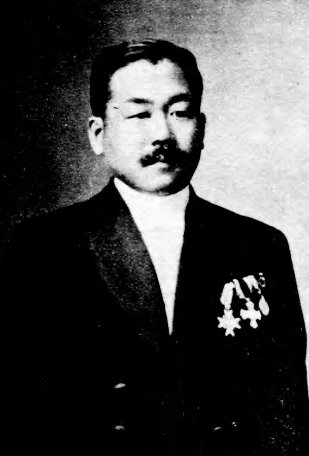
和田潤

和田 潤（わだ じゅん、1872年5月8日（明治5年4月2日）- 1947年（昭和22年）7月30日）は日本の内務官僚、政治家。沖縄県知事、郡山市長、松阪市長。

## 略歴
1872年（明治5年）4月2日、高知県香美郡に生まれる。1899年（明治32年）に和仏法律学校(現・法政大学)を卒業し、1901年（明治34年）に文官高等試験に合格する。
内務省に入省。警視庁警部。北海道庁警視、香川県事務官・第四部長、島根県事務官・警察部長、佐賀県事務官・警察部長、大分県・鳥取県・沖縄県内務部長を経て、1921年（大正10年）に沖縄県知事に就任し、1923年（大正13年）に退官する。
1929年（昭和4年）に福島県郡山市長（-1937年（昭和12年））、1937年（昭和12年）に三重県松阪市長（-1941年（昭和16年））を務める。

## 人物
私学出身で知事に就任するのは稀であったため、和田の知事就任は、床次竹二郎内相の引き上げがあったものと言われている。

## 栄典
- 1916年（大正5年）4月10日 - 正五位[4]

## 参考
- 『日本の歴代知事』（歴代知事編纂会、1991）
- 『日本の歴代市長 第1巻・第2巻』（歴代知事編纂会、1983）

| 公職          | 公職                        | 公職          |
| ------------- | --------------------------- | ------------- |
| 先代 大森吉弥 | 郡山市長 第2代：1929 - 1937 | 次代 村井八郎 |
| 先代 小出三郎 | 松阪市長 第2代：1937 - 1941 | 次代 後藤脩   |